# Srinivasan Vasudevan
Pour les articles homonymes, voir Srinivasan.
Srinivasan Vasudevan, né le 4 janvier 1962 à Madras, est un joueur de tennis professionnel indien.

## Carrière
Membre de l'équipe d'Inde de Coupe Davis finaliste en 1987 aux côtés de Ramesh Krishnan et des frères Vijay et Anand Amritraj, il participe au cours de cette campagne au match de double de la demi-finale face à l'Australie. Avec Anand Amritraj, il s'incline contre la paire Pat Cash - Peter Doohan (6-3, 6-4, 6-4). Généralement cantonné à un rôle de remplaçant, il ne joue que dix matchs dans la compétition entre 1983 et 1991 puis s'efface au profit de Leander Paes.
Finaliste des tournois Challenger d'Ostende en 1988 et de Bangalore en 1993, il compte trois titres en double acquis à Thessalonique en 1985, Nairobi en 1987 et Nicosie en 1989. Sur le circuit ATP, il a atteint le deuxième tour à Tokyo en 1985 et 1986. Il a participé à une douzaine de tournois du Grand Chelem dont neuf Wimbledon sans toutefois jamais parvenir à se qualifier autant en simple qu'en double.
Lors des Jeux asiatiques, il a obtenu deux médailles dans les compétitions par équipe.